# Vallby, Trelleborgs kommun
Vallby är en bebyggelse i Östra Klagstorps socken på Söderslätt i Trelleborgs kommun, Skåne län. Området avgränsades före 2015 till en småort för att därefter till 2023 räknas som en del av tätorten Klagstorp. 2023 klassades orten återigen som separat småort.